# Odontocera baeri
Odontocera baeri là một loài bọ cánh cứng trong họ Cerambycidae.